# Otto Funcke

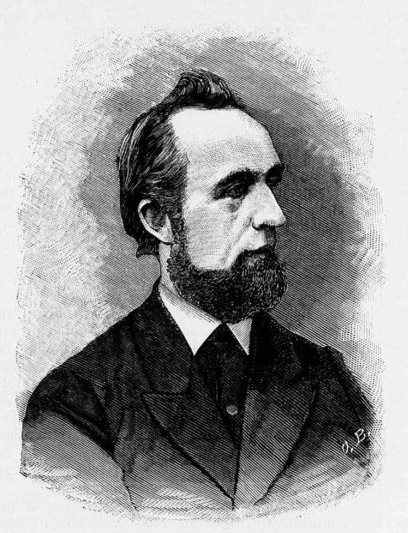
Otto Funcke

Otto Julius Funcke, född 9 mars 1836, död 26 december 1910 i Bremen, var en tysk teolog och präst.
Funcke var präst i Bremen 1868-1904. Funcke är mest känd som författare till en mängd på sin tid mycket lästa uppbyggelseskrifter, ofta med apologetiskt syfte, men även karakteriserade av en konkret och folklig framställningskonst. Många av Funckes skrifter finns i svensk översättning.

## Svenska översättningar (urval)
- Kristliga frågetecken, eller huruledes man vid lifvets svårare frågor och dessas afgörande skall kunna veta, hvad som är Guds vilja (Christliche Fragezeichen, Norman, 1870)
- Resebilder och hemlandstoner (Reisebilder und Heimatklänge) (1872-1877)
- Dagliga andaktsstunder (översättning Marcus Wester, Norman, 1876-1877)
- Christliga föredrag (översättning Marcus Wester, Norman, 1876-1879)
- Samlade skrifter (huvudsakligen översatta av Axel Strandell, Norman, 1886-1887)

Bröd och svärd: en bok för hungrande, tviflande och kämpande hjertan (översättning Marcus Wester, Norman, 1889)
- Huru man blir lycklig och gör andra lyckliga (översättning Gustaf Lundström, Norman, 1895)
- Guds fotspår på min lefnadsväg (Norman, 1898-1900)
- Osminkade sanningar om kristligt lefverne (Norman, 1902)
- Resetankar och tankeresor. 1, Resebilder från Sverige (översättning Vilhelm Sundberg, Folkskolans vän, 1905)